# パリ〜ニース2010
パリ〜ニース2010（Paris-Nice 2010）は、パリ〜ニース(HIS)の68回目のレース。2010年3月7日から14日まで全行程1285.5kmで行われ、頂上ゴールとなった第4ステージを制したアルベルト・コンタドールが、2007年以来3年ぶり2度目の総合優勝を果たした。

## 参加チーム
- Ag2r・ラ・モンディアル (Ag2r-La Mondiale)
- アスタナ (Astana)
- Bbox ブイグテレコム (Bbox Bouygues Telecom)
- ケス・デパーニュ (Caisse d'Epargne)
- サーヴェロ・テストチーム (Cervélo TestTeam)
- コフィディス (Cofidis)
- エウスカルテル・エウスカディ (Euskaltel-Euskadi)
- フランセーズ・デ・ジュー (Française des Jeux)
- ガーミン・トランジションズ (Garmin-Transitions)
- チーム・カチューシャ (Team Katusha)
- ランプレ - ファルネーゼ・ヴィーニ (Lampre-Farnese Vini)
- リクイガス・ドイモ (Liquigas-Doimo)
- オメガファーマ・ロット (Omega Pharma-Lotto)
- クイックステップ (Quick Step)
- ラボバンク (Rabobank)
- ソール・ソジャスュン (Saur-Sojasun)
- スキル・シマノ (Skil-Shimano)
- チーム・HTC - コロンビア (Team HTC-Columbia)
- チーム・レディオシャック (Team RadioShack)
- チーム・サクソバンク (Team Saxo Bank)
- チーム・スカイ (Team Sky)
- ヴァカンソレイル (Vacansoleil)

## 結果

### 総合上位選手
| 区間 | 月日 | スタート － ゴール                                     | km    | 総合1位                  | 時 間          | 総合2位                  | 時間差 | 総合3位                    | 時間差 | 総合4位                    | 時間差 | 総合5位                | 時間差 |
| ---- | ---- | ------------------------------------------------------ | ----- | ------------------------ | -------------- | ------------------------ | ------ | -------------------------- | ------ | -------------------------- | ------ | ---------------------- | ------ |
| Pro. | 3/7  | モンフォール＝ラモリ(ITT)                              | 8.0   | ラース・ボーム           | 10分56秒       | イェンス・フォイクト     | +03秒  | リーヴァイ・ライプハイマー | +06秒  | アルベルト・コンタドール   | 同     | ペーター・サガン       | +10秒  |
| 1    | 3/8  | サン＝タルヌ＝タン＝イヴリーヌ － コントル             | 203.5 | ラース・ボーム           | 4時間33分11秒  | イェンス・フォイクト     | +05秒  | デヴィッド・ミラー         | +13秒  | ルイス・レオン・サンチェス | +14秒  | ロマン・クロイツィガー | +15秒  |
| 2    | 3/9  | コントル － リモージュ                                 | 201.5 | ラース・ボーム           | 8時間55分51秒  | イェンス・フォイクト     | +05秒  | ルイス・レオン・サンチェス | +10秒  | デヴィッド・ミラー         | +13秒  | ロマン・クロイツィガー | +15秒  |
| 3    | 3/10 | サン＝イリュー＝ラ＝ペルシュ － オーリヤック           | 155.0 | イェンス・フォイクト     | 12時間40分26秒 | ペーター・サガン         | +06秒  | ルイス・レオン・サンチェス | +09秒  | デヴィッド・ミラー         | +12秒  | ロマン・クロイツィガー | +14秒  |
| 4    | 3/11 | モル －マンド                                          | 172.0 | アルベルト・コンタドール | 17時間07分23秒 | アレハンドロ・バルベルデ | +24秒  | ロマン・クロイツィガー     | +25秒  | ルイス・レオン・サンチェス | +28秒  | サムエル・サンチェス   | +29秒  |
| 5    | 3/12 | ペルヌ＝レ＝フォンテーヌ － エクス＝アン＝プロヴァンス | 153.5 | アルベルト・コンタドール | 20時間41分40秒 | アレハンドロ・バルベルデ | +20秒  | ロマン・クロイツィガー     | +25秒  | ルイス・レオン・サンチェス | +26秒  | サムエル・サンチェス   | +29秒  |
| 6    | 3/13 | ペイニエ － トゥレット＝スュル＝ループ                 | 220.0 | アルベルト・コンタドール | 25時間43分24秒 | アレハンドロ・バルベルデ | +14秒  | ロマン・クロイツィガー     | +25秒  | ルイス・レオン・サンチェス | +26秒  | サムエル・サンチェス   | +29秒  |
| 7    | 3/14 | ニース                                                 | 119.0 | アルベルト・コンタドール | 28時間35分35秒 | アレハンドロ・バルベルデ | +11秒  | ルイス・レオン・サンチェス | +25秒  | ロマン・クロイツィガー     | +26秒  | サムエル・サンチェス   | +30秒  |

### 各区間上位選手
| 区間 | 月日 | スタート － ゴール                                     | km    | 区間1位                  | 時 間         | 区間2位                  | 時間差 | 区間3位                    | 時間差 | 区間4位                    | 時間差 | 区間5位                  | 時間差 |
| ---- | ---- | ------------------------------------------------------ | ----- | ------------------------ | ------------- | ------------------------ | ------ | -------------------------- | ------ | -------------------------- | ------ | ------------------------ | ------ |
| Pro. | 3/7  | モンフォール＝ラモリ(ITT)                              | 8.0   | ラース・ボーム           | 10分56秒      | イェンス・フォイクト     | +03秒  | リーヴァイ・ライプハイマー | +06秒  | アルベルト・コンタドール   | 同     | ペーター・サガン         | +10秒  |
| 1    | 3/8  | サン＝タルヌ＝タン＝イヴリーヌ － コントル             | 201.5 | グレッグ・ヘンダーソン   | 4時間22分17秒 | グレガ・ボレ             | 同     | ジェレミ・ガラン           | 同     | アレクサンドル・コロブネフ | 同     | アレハンドロ・バルベルデ | 同     |
| 2    | 3/9  | コントル － リモージュ                                 | 203.5 | ウィイアン・ボネ         | 4時間22分40秒 | ペーター・サガン         | 同     | ルイス・レオン・サンチェス | 同     | ミルコ・ロレンツェット     | 同     | フアン・ホセ・アエド     | 同     |
| 3    | 3/10 | サン＝イリュー＝ラ＝ペルシュ － オーリヤック           | 155.0 | ペーター・サガン         | 3時間44分28秒 | ホアキン・ロドリゲス     | 同     | ニコラス・ロッシュ         | 同     | イェンス・フォイクト       | +02秒  | トニー・マルティン       | 同     |
| 4    | 3/11 | モル －マンド                                          | 172.0 | アルベルト・コンタドール | 4時間26分47秒 | アレハンドロ・バルベルデ | +10秒  | サムエル・サンチェス       | 同     | ホアキン・ロドリゲス       | +18秒  | トマ・ヴォクレール       | +20秒  |
| 5    | 3/12 | ペルヌ＝レ＝フォンテーヌ － エクス＝アン＝プロヴァンス | 153.5 | ペーター・サガン         | 3時間34分15秒 | ミルコ・ロレンツェット   | +02秒  | アレハンドロ・バルベルデ   | 同     | マテュー・ラダニュー       | 同     | イェンス・フォイクト     | 同     |
| 6    | 3/13 | ペイニエ － トゥレット＝スュル＝ループ                 | 220.0 | シャビエル・トンド       | 5時間01分39秒 | アレハンドロ・バルベルデ | +05秒  | ペーター・サガン           | 同     | サムエル・サンチェス       | 同     | ホアキン・ロドリゲス     | 同     |
| 7    | 3/14 | ニース                                                 | 119.0 | アマエル・モワナール     | 2時間52分09秒 | トマ・ヴォクレール       | 同     | アレハンドロ・バルベルデ   | +03秒  | ニコラス・ロッシュ         | 同     | レイン・ターラミャエ     | 同     |

### 総合成績
|    | 選手名                     | 国籍       | チーム                       | 時間           |
| -- | -------------------------- | ---------- | ---------------------------- | -------------- |
| 1  | アルベルト・コンタドール   | スペイン   | アスタナ                     | 28時間35分35秒 |
| 2  | アレハンドロ・バルベルデ   | スペイン   | ケス・デパーニュ             | +11秒          |
| 3  | ルイス・レオン・サンチェス | スペイン   | ケス・デパーニュ             | +25秒          |
| 4  | ロマン・クロイツィガー     | チェコ     | リクイガス・ドイモ           | +26秒          |
| 5  | サムエル・サンチェス       | スペイン   | エウスカルテル・エウスカディ | +30秒          |
| 6  | イェンス・フォイクト       | ドイツ     | チーム・サクソバンク         | +35秒          |
| 7  | ホアキン・ロドリゲス       | スペイン   | チーム・カチューシャ         | +37秒          |
| 8  | レイン・ターラミャエ       | エストニア | コフィディス                 | +1分07秒       |
| 9  | ジャン＝クリストフ・ペロー | フランス   | オメガファーマ・ロット       | +1分16秒       |
| 10 | ジェローム・コペル         | フランス   | ソール・ソジャスュン         | +1分17秒       |

### 各部門賞
| ポイント賞 | ペーター・サガン         | 112ポイント    |
| 2位        | アレハンドロ・バルベルデ | 105ポイント    |
| 3位        | イェンス・フォイクト     | 104ポイント    |
| 山岳賞     | アマエル・モワナール     | 75ポイント     |
| 2位        | トマ・ヴォクレール       | 29ポイント     |
| 3位        | アルベルト・コンタドール | 24ポイント     |
| 新人賞     | ロマン・クロイツィガー   | 28時間36分01秒 |
| 2位        | レイン・ターラミャエ     | +41秒          |
| 3位        | ジェローム・コペル       | +51秒          |
| チーム総合 | Ag2r・ラ・モンディアル   | 85時間53分50秒 |
| 2位        | コフィディス             | +14秒          |
| 3位        | チーム・レディオシャック | +1分01秒       |